# Chang Ucchin
Chang Ucchin (en coréen : 장욱진 ; 1918-1990) est un artiste représentatif de l'art moderne coréen.

## Biographie
Chang Ucchin s'essaye à de nombreuses techniques artistiques: peinture, encre de Chine, poterie, peinture sur soie et estampe. Il enseigne quelques années à l'université nationale de Séoul et y rencontre Bang Hai Ja avant de démissionner pour se consacrer à son art.

## Style
Chang Ucchin est connu pour ses sujets pris dans la vie quotidienne, l'absence de profondeur et la simplificité du dessin. Il est resté à l'écart des mouvements artistiques, continuant à pratique son propre style

## Reconnaissance
En 2014, à l'initiative de la Chang Ucchin Foundation en collaboration avec la ville de Yangju, ouvre un musée consacré à l'artiste et réalisé par les architectes Chae Songhee et Laurent Pereira.